# Faktives Verb
Als faktives Verb bezeichnet man in der Sprachwissenschaft ein Verb, das einen Nebensatz als sein direktes Objekt nimmt und aufgrund seiner Wortbedeutung die Gültigkeit des darin geschilderten Sachverhalts als Faktum voraussetzt. Es handelt sich mit anderen Worten um ein Verb, das die Wahrheit des Nebensatzes präsupponiert (eine faktive Präsupposition ist dabei ein Typ von Präsupposition neben verschiedenen anderen).
Ein gängiger Test ist, dass der Nebensatz immer als wahr gilt, auch wenn das Verb verneint wird:
Faktives Verbz. B. bereuen
Otto bereut, dass er die Schokolade aufgegessen hat.  (Folgerung: Er hat sie aufgegessen.)
Otto bereut nicht, dass er die Schokolade aufgegessen hat.  (Dieselbe Folgerung.)
Nicht faktivz. B. beweisen
Otto hat bewiesen, dass die Erde kugelförmig ist.     (Folgerung: Es ist eine gesicherte Tatsache, dass die Erde kugelförmig ist.)
Otto hat nicht bewiesen, dass die Erde kugelförmig ist.    (Die obige Folgerung entfällt.)
Der Unterscheidung faktiv-nichtfaktiv werden verschiedene grammatische Effekte zugeschrieben, bei denen es sich jedoch vielleicht mehr um Tendenzen statt um ausnahmslose Gesetze handelt, z. B. dass faktive Verben keine Nebensätze in Verbzweitstellung erlauben (Einzelheiten siehe dort) oder dass die Setzung eines Korrelatpronomens eher zu einer faktiven Deutung des Nebensatzes führt (vgl. Er glaubt es nicht, dass die Schokolade weg ist.). Hinzu kommt, dass die Eigenschaft, faktiv zu sein, bei vielen Verben nicht völlig stabil scheint, sondern Verben bis zu einem gewissen Grad umgedeutet werden können, wenn der vorauszusetzende Sachverhalt offensichtlich nicht gegeben ist.

## Unterscheidung von anderen Wörtern
Der ähnlich klingende Ausdruck faktitiv bezeichnet eine Variante des Begriffs kausatives Verb (siehe dort für Einzelheiten); die beiden Bezeichnungen haben keinen inhaltlichen Zusammenhang.